# Велике протистояння
«Велике протистояння» — радянський двосерійний телефільм 1974 року, знятий режисером Юрієм Дубровіним на кіностудії «Білорусьфільм».

## Сюжет
Телефільм за мотивами однойменної повісті Лева Кассіля. Героїня фільму — вчений Серафима Андріївна Крупіцина. Ще за шкільних часів свого життя вона брала участь у зйомках фільму про Французько-російську війну 1812 року, де виконала роль партизанки. Пізніше, у роки Великої Вітчизняної війни, вона фактично повторила подвиг своєї героїні. Після війни її знову захопило навчання та великі перспективи в галузі астрономії.

## У ролях
- Лідія Мельникова — Сіма (Серафима Андріївна Крупіцина)
- Ігор Владимиров — Олександр Дмитрович Расщепей, кінорежисер
- Олександр Воєводін — Ромка
- Борис Зайденберг — Всеволод Михайлович, помічник режисера
- Всеволод Платов — Причалін, кінорежисер
- Едуард Ізотов — Арсеній Валер'янович, помічник режисера
- Тамара Чернова — Ірина Михайлівна, дружина кінорежисера Расщепея
- Стефанія Станюта — Агєїха
- Володимир Еренберг — Іван Гаврилович Верстовський, вчений
- Олексій Задачин — Сергій Іванович Масягін, вчений
- Валентина Ананьїна — мати Сіми
- Олексій Миронов — Андрій Семенович, батько Сіми
- Алла Панова — Людмила
- Олександр Мовчан — Павло Іванович, кінооператор
- Світлана Михалькова — Таня, однокласниця Сіми
- Леонід Бєлозорович — однокласник Сіми
- Володимир Наумцев — актор, що грав Наполеона
- В. Запольський — епізод
- Олена Ринкович — епізод
- Казимир Шишкін — епізод
- Юрій Лопарєв — однокласник Сіми
- Георгій Богадист — однокласник Сіми
- Тетяна Бабкіна — епізод
- Ольга Алексєєва — однокласниця Сіми
- А. Устінов — епізод
- А. Громов — епізод
- Михайло Матвєєв — епізод
- В. Бармін — епізод
- Л. Скріліна — епізод
- Юрій Стоянов — артист у ролі партизана-палія
- Н. Седнєва — епізод
- Б. Кахов — епізод
- Ігор Смушкевич — тренер
- Катерина Загорянська — гример
- Василь Перепльотчиков — німецький офіцер
- Василь Молодцов — Петров, майор
- Марія Зінкевич — селянка
- Вадим Допкюнас — німецький солдат
- А. Володін — однокласник Сіми
- Олександр Казиміров — помічник режисера
- В. Запуніді — працівник кіностудії
- Георгій Волчек — епізод
- В'ячеслав Жуковський — епізод
- В'ячеслав Кубарєв — сусід
- Серафим Міліцин — селянин
- Георгій Ручимський — вчений
- Іван Турченков — перехожий із газетою
- Микола Фалєєв — артист у ролі слуги

## Знімальна група
- Режисер — Юрій Дубровін
- Сценарист — Дмитро Васіліу
- Оператор — Андрій Булинський
- Композитор — Андрій Шпеньов
- Художник — В'ячеслав Кубарєв